# Groot Horloo

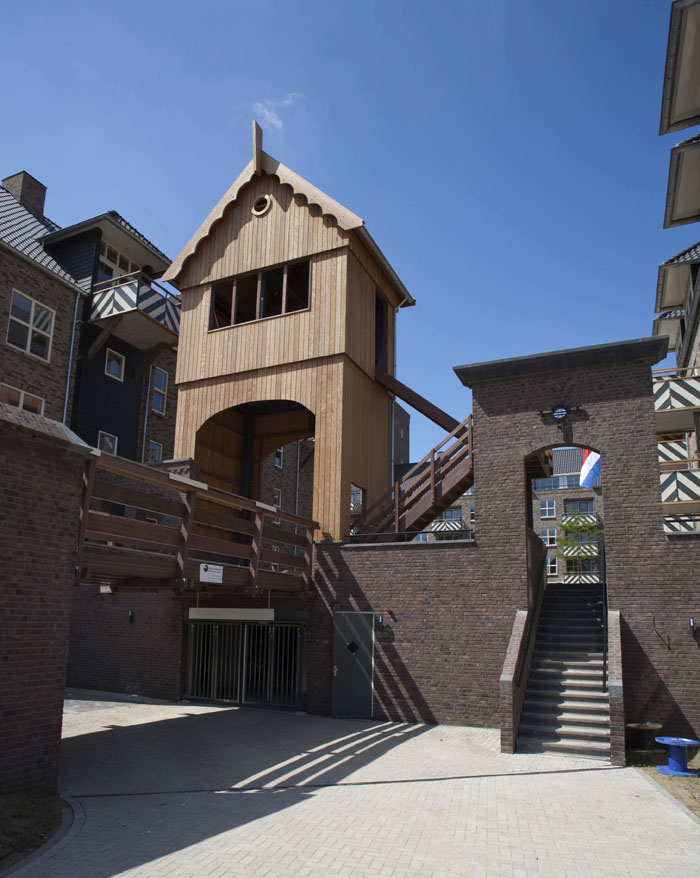
Entree toren Groot Horloo

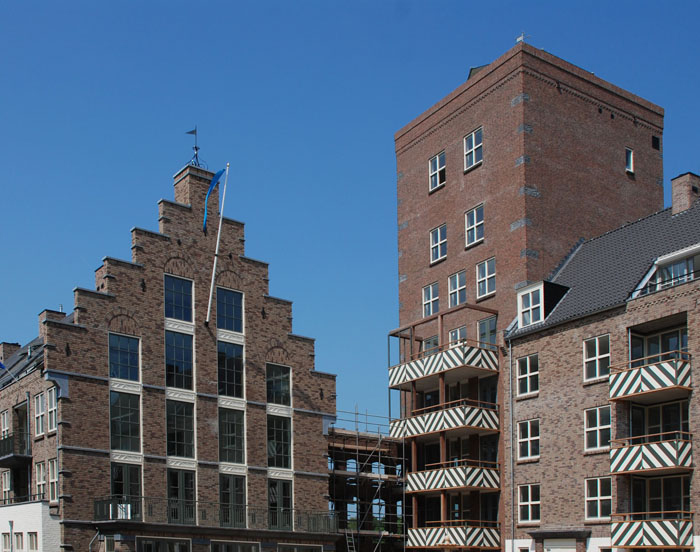
Toren Groot Horloo

Kasteel Groot Horloo is een 21ste-eeuws woonkasteel in de Gelderse gemeente Ermelo.
Kasteel Groot Horloo is een onderdeel van landgoedontwikkeling de Horsterbrinken. Het complex werd in 2010 gebouwd op een locatie nabij de snelweg A28. De gesloten kasteelmuren dienen functioneel als geluidscherm. Het tot stand komen van het kasteel is te danken aan wethouder Eddy Bilder. Op de locatie is geen aanwijzing voor het voorkomen van een historisch kasteel. Het kasteel staat op het voormalige Zuiderzeestrand van de Veluwe.

## Functioneel
Het kasteel heeft 103 woningen, een gemeenschappelijke ruimte en parkeervoorzieningen. De grote toren (40 meter) is toegankelijk. Rondom het kasteel is een groot park aangelegd met daarin een aantal dassenburchten.

## Architectuur
Het kasteel is ontworpen door Anoul Bouwman in opdracht van Vos en Teeuwissen en HBC-planontwikkeling. Het kasteel is neo-traditioneel in Delftse Schoolstijl. De hoofdopzet bestaat uit verschillende gebouwen rondom twee hoven.